# 希臘裔穆斯林
希臘裔穆斯林，也被稱為講希臘語的穆斯林，希臘民族血統的穆斯林。主要是皈依伊斯蘭教的克里特島居民、馬其頓人、安納托利亞東北居民、黑海北部希臘人。目前，他們主要生活在土耳其西部（特別是伊茲密爾、布爾薩、埃迪爾內地區）和土耳其東北部（特別是在特拉布宗、居米甚哈、錫瓦斯、Erzinjan、埃爾祖魯姆、卡爾斯地區），儘管他們的希臘血統和種族都在很大程度上被充分吸收到講土耳其語的穆斯林人口中，但他們仍有一些希臘人的習俗。大多數奧斯曼帝國海軍水手也是他們出任。
大多數講希臘語的穆斯林在1923年人口互換中送回土耳其（希臘色雷斯穆斯林例外）。

## 皈依伊斯蘭教的原因
- 德夫希爾梅制度是一個有組織的做法，公家從基督徒家庭選拔最能幹的男孩子，讓他們改宗伊斯蘭教，並培養他們擔任奧斯曼社會中的領導職務。
- 奧斯曼帝國没要求東正教基督徒皈依伊斯蘭教，但要求基督徒交吉兹亞税。
- 原東正教徒為了避免歧視、更好的法律保護和在奧斯曼帝國官僚機構和軍隊得到更好的就業和升迁机会。

## 延伸閲讀
- Pekesen, Berna (2011), Expulsion and Emigration of the Muslims from the Balkans （页面存档备份，存于）, EGO - European History Online （页面存档备份，存于）, Mainz: Institute of European History （页面存档备份，存于）, retrieved: March 25, 2021 (pdf （页面存档备份，存于）).

## 参閲
- 德夫希爾梅制度
- 希臘土耳其人口互換

## 外部連結
- www.GreekMuslims.com （页面存档备份，存于）
- Karalahana.com （页面存档备份，存于）
- Trebizond Greek: A language without a tongue
- Radio Ocena （页面存档备份，存于）
- Rest in Crimea （页面存档备份，存于）
- The Greek Poetry of （页面存档备份，存于） Jalāl ad-Dīn Muhammad Rūmī

template:Ethnic groups in Greece
template:Ottoman Greece